# Communauté de communes Mad et Moselle
Die Communauté de communes Mad et Moselle ist ein französischer Gemeindeverband mit der Rechtsform einer Communauté de communes in den Départements Meurthe-et-Moselle und Moselle der Region Grand Est. Sie wurde am 12. Dezember 2016 gegründet und umfasst 47 Gemeinden (Stand: 1. Januar 2023). Der Verwaltungssitz befindet sich im Ort Thiaucourt-Regniéville. Eine Besonderheit liegt in der Département-überschreitenden Struktur der Mitgliedsgemeinden.

## Historische Entwicklung
Der Gemeindeverband entstand mit Wirkung vom 1. Januar 2017 durch Fusion der Vorgängerorganisationen
- Communauté de communes du Chardon Lorrain und
- Communauté de communes du Val de Moselle

unter Zugang der Gemeinde Hamonville aus der ehemaligen Communauté de communes du Toulois.
Mit Wirkung vom 1. Januar 2019 gingen die ehemaligen Gemeinden Rezonville und Vionville in die Commune nouvelle Rezonville-Vionville auf. Dadurch verringerte sich die Anzahl der Mitgliedsgemeinden auf 48.
Mit Wirkung vom 1. Januar 2023 verließ die Gemeinde Lorry-Mardigny aus dem Département Moselle diesen Gemeindeverband und schloss sich der Eurométropole de Metz an. Dadurch verringerte sich die Anzahl der Mitgliedsgemeinden auf 47.

## Mitgliedsgemeinden
| Gemeinde                              | Einwohner 1. Januar 2022 | Fläche km² | Dichte Einw./km² | Code INSEE | Postleitzahl | Département        |
| ------------------------------------- | ------------------------ | ---------- | ---------------- | ---------- | ------------ | ------------------ |
| Ancy-Dornot                           | 1.474                    | 10,25      | 144              | 57021      | 57130        | Moselle            |
| Arnaville                             | 561                      | 5,22       | 107              | 54022      | 54530        | Meurthe-et-Moselle |
| Arry                                  | 532                      | 6,88       | 77               | 57030      | 57680        | Moselle            |
| Bayonville-sur-Mad                    | 330                      | 9,39       | 35               | 54055      | 54890        | Meurthe-et-Moselle |
| Beaumont                              | 69                       | 3,11       | 22               | 54057      | 54470        | Meurthe-et-Moselle |
| Bernécourt                            | 175                      | 9,38       | 19               | 54063      | 54470        | Meurthe-et-Moselle |
| Bouillonville                         | 146                      | 5,32       | 27               | 54087      | 54470        | Meurthe-et-Moselle |
| Chambley-Bussières                    | 732                      | 19,25      | 38               | 54112      | 54890        | Meurthe-et-Moselle |
| Charey                                | 89                       | 9,31       | 10               | 54119      | 54470        | Meurthe-et-Moselle |
| Corny-sur-Moselle                     | 2.155                    | 8,2        | 263              | 57153      | 57680        | Moselle            |
| Dampvitoux                            | 57                       | 9,19       | 6                | 54153      | 54470        | Meurthe-et-Moselle |
| Dommartin-la-Chaussée                 | 27                       | 2,71       | 10               | 54166      | 54470        | Meurthe-et-Moselle |
| Essey-et-Maizerais                    | 328                      | 13,02      | 25               | 54182      | 54470        | Meurthe-et-Moselle |
| Euvezin                               | 107                      | 11,28      | 9                | 54187      | 54470        | Meurthe-et-Moselle |
| Fey-en-Haye                           | 59                       | 7,05       | 8                | 54193      | 54470        | Meurthe-et-Moselle |
| Flirey                                | 163                      | 15,77      | 10               | 54200      | 54470        | Meurthe-et-Moselle |
| Gorze                                 | 1.133                    | 17,94      | 63               | 57254      | 57680        | Moselle            |
| Hagéville                             | 110                      | 8,94       | 12               | 54244      | 54470        | Meurthe-et-Moselle |
| Hamonville                            | 97                       | 6,66       | 15               | 54248      | 54470        | Meurthe-et-Moselle |
| Hannonville-Suzémont                  | 257                      | 8,68       | 30               | 54249      | 54800        | Meurthe-et-Moselle |
| Jaulny                                | 200                      | 8,25       | 24               | 54275      | 54470        | Meurthe-et-Moselle |
| Jouy-aux-Arches                       | 1.431                    | 6,01       | 238              | 57350      | 57130        | Moselle            |
| Limey-Remenauville                    | 312                      | 18,33      | 17               | 54316      | 54470        | Meurthe-et-Moselle |
| Lironville                            | 131                      | 8,99       | 15               | 54317      | 54470        | Meurthe-et-Moselle |
| Mamey                                 | 335                      | 7,56       | 44               | 54340      | 54470        | Meurthe-et-Moselle |
| Mandres-aux-Quatre-Tours              | 201                      | 10,24      | 20               | 54343      | 54470        | Meurthe-et-Moselle |
| Mars-la-Tour                          | 885                      | 12,64      | 70               | 54353      | 54800        | Meurthe-et-Moselle |
| Novéant-sur-Moselle                   | 1.861                    | 12,89      | 144              | 57515      | 57680        | Moselle            |
| Onville                               | 509                      | 9,27       | 55               | 54410      | 54890        | Meurthe-et-Moselle |
| Pannes                                | 175                      | 8,37       | 21               | 54416      | 54470        | Meurthe-et-Moselle |
| Prény                                 | 373                      | 15,09      | 25               | 54435      | 54530        | Meurthe-et-Moselle |
| Puxieux                               | 221                      | 5,67       | 39               | 54441      | 54800        | Meurthe-et-Moselle |
| Rembercourt-sur-Mad                   | 154                      | 5,04       | 31               | 54453      | 54470        | Meurthe-et-Moselle |
| Rezonville-Vionville                  | 506                      | 23,1       | 22               | 57578      | 57130        | Moselle            |
| Saint-Baussant                        | 65                       | 8,92       | 7                | 54470      | 54470        | Meurthe-et-Moselle |
| Saint-Julien-lès-Gorze                | 162                      | 10,38      | 16               | 54477      | 54470        | Meurthe-et-Moselle |
| Seicheprey                            | 109                      | 8,35       | 13               | 54499      | 54470        | Meurthe-et-Moselle |
| Sponville                             | 108                      | 7,20       | 15               | 54511      | 54800        | Meurthe-et-Moselle |
| Thiaucourt-Regniéville                | 1.120                    | 19,01      | 59               | 54518      | 54470        | Meurthe-et-Moselle |
| Tronville                             | 195                      | 7,00       | 28               | 54535      | 54800        | Meurthe-et-Moselle |
| Vandelainville                        | 142                      | 1,36       | 104              | 54544      | 54890        | Meurthe-et-Moselle |
| Viéville-en-Haye                      | 140                      | 8,54       | 16               | 54564      | 54470        | Meurthe-et-Moselle |
| Vilcey-sur-Trey                       | 147                      | 13,17      | 11               | 54566      | 54700        | Meurthe-et-Moselle |
| Villecey-sur-Mad                      | 343                      | 7,41       | 46               | 54570      | 54890        | Meurthe-et-Moselle |
| Waville                               | 436                      | 11,43      | 38               | 54593      | 54890        | Meurthe-et-Moselle |
| Xammes                                | 178                      | 8,16       | 22               | 54594      | 54470        | Meurthe-et-Moselle |
| Xonville                              | 104                      | 7,27       | 14               | 54599      | 54800        | Meurthe-et-Moselle |
| Communauté de communes Mad et Moselle | 19.144                   | 457,20     | 42               | –          | –            | –                  |